# Hieronymus Bosch
Hieronymus Bosch (pronuncia olandese [ɦijeːˈɾoːnimʏs bɔs]), pseudonimo di Jeroen Anthoniszoon van Aken (pronuncia [jəˈrun ɑnˈtoːnɪsoːn vɑn ˈaːkəⁿ]; 's-Hertogenbosch, 2 ottobre 1453 – 's-Hertogenbosch, 9 agosto 1516), è stato un pittore fiammingo.
Fu noto come El Bosco in lingua spagnola, Gerolamo Bosco, o Bosco di Bolduc, o ancora Ieronimo Bos in quella italiana (da Bosch e Bois le Duc, traduzione francese di 's-Hertogenbosch = "Bosco Ducale", città natale di Bosch); in alcuni suoi dipinti si firmò con il solo cognome, Bosch.
La ricchezza di inventiva nelle sue opere, vere e proprie visioni, ha chiamato in causa dottrine diverse, tra esse la psicoanalisi, ciascuna delle quali diede una propria lettura, talvolta anche non compatibile storicamente. Sicuramente la sua opera andò di pari passo con le dottrine religiose e intellettuali dell'Europa centro-settentrionale che, al contrario dell'Umanesimo italiano, negavano la supremazia dell'intelletto, ponendo piuttosto l'accento sugli aspetti trascendenti e irrazionali: ne sono esempio le prime elaborazioni di Martin Lutero e le opere di Sebastian Brandt ed Erasmo da Rotterdam.
Con grande ironia, Bosch mise in scena i conflitti dell'uomo rispetto alle regole imposte dalla morale religiosa, quindi la caduta nel vizio e il destino infernale, per redimersi dal quale appare il riferimento alle vite dei santi, attraverso l'imitazione della loro vita dedita alla meditazione anche se circondati dal male o, nelle tavole con la Passione di Cristo, attraverso la meditazione sulle pene sofferte dal Cristo per riscattare dal peccato universale il genere umano, che porta all'immedesimazione stessa del riguardante e alla salvezza.
Bosch non datò mai i suoi dipinti e ne firmò solo alcuni. Il re Filippo II di Spagna fu un appassionato collezionista dei suoi lavori, muovendosi tramite i suoi emissari nei Paesi Bassi spagnoli qualche decennio dopo la morte del pittore; come risultato la Spagna è oggi il paese che in assoluto possiede il maggior numero di opere del pittore, soprattutto al Museo del Prado e al Monastero dell'Escorial a Madrid.

## Biografia

### Origini e ascesa sociale

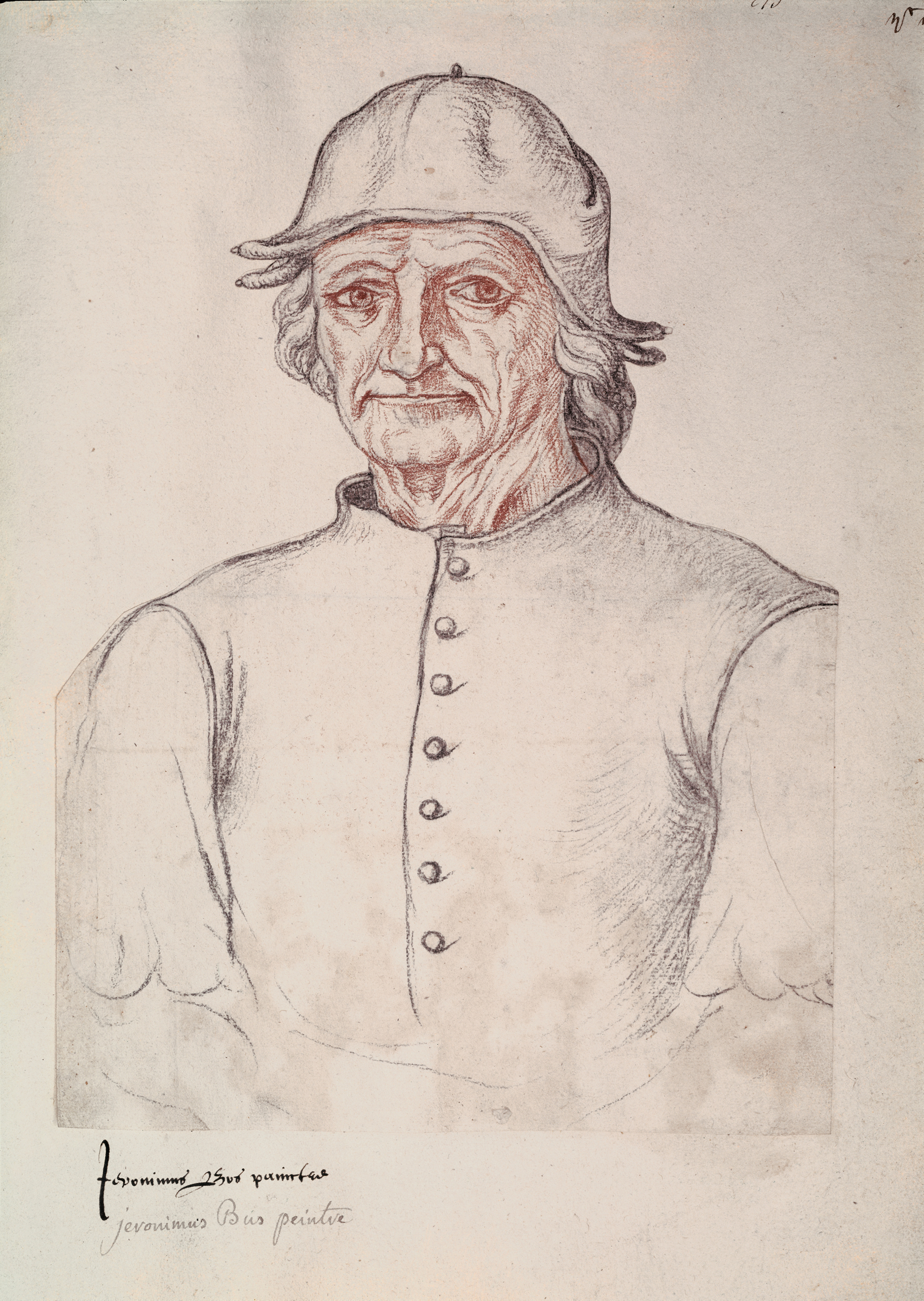
Ritratto di Hieronymus Bosch (1550 circa)

Una firma dell'artista

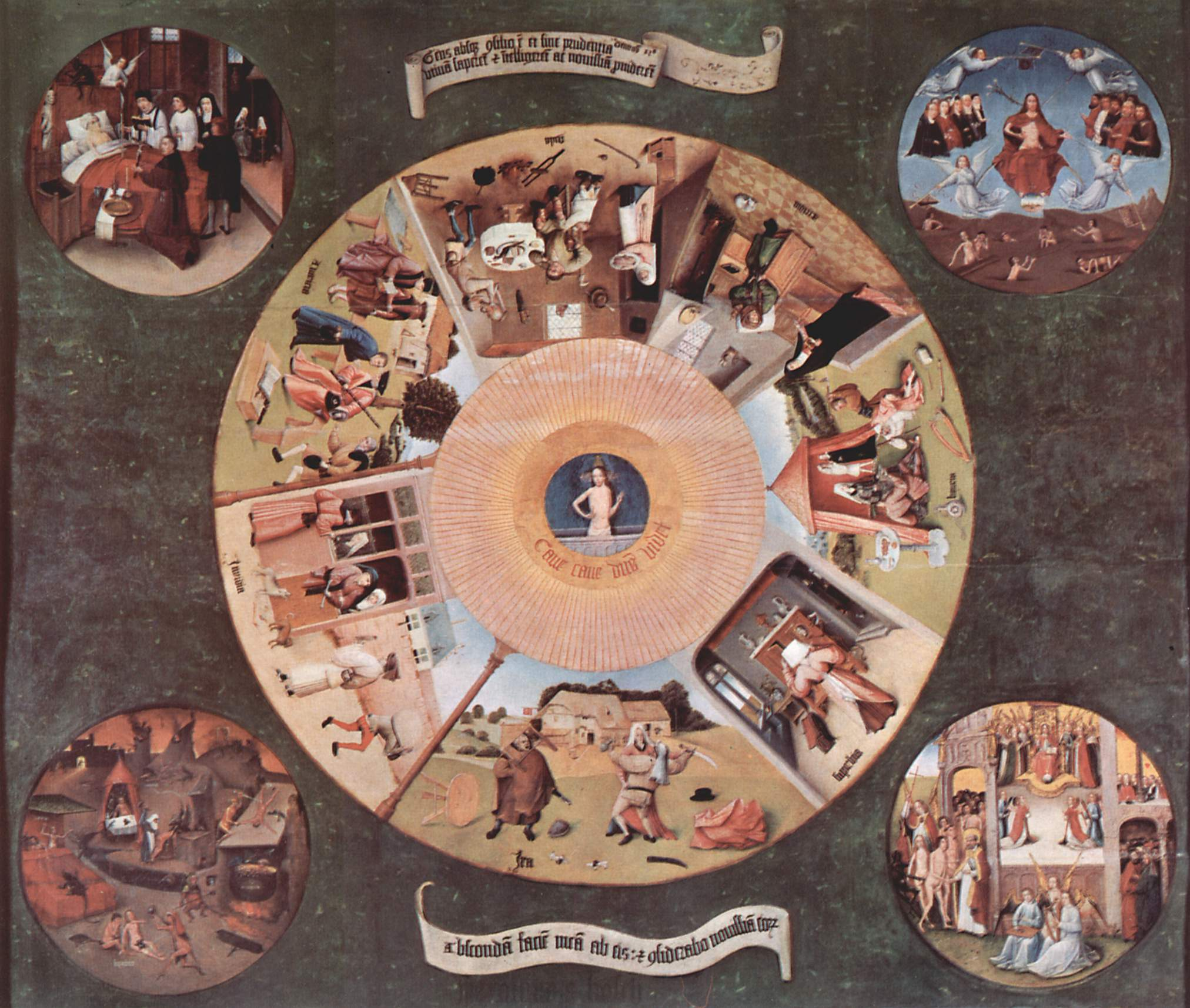
Sette peccati capitali, Museo del Prado, Madrid

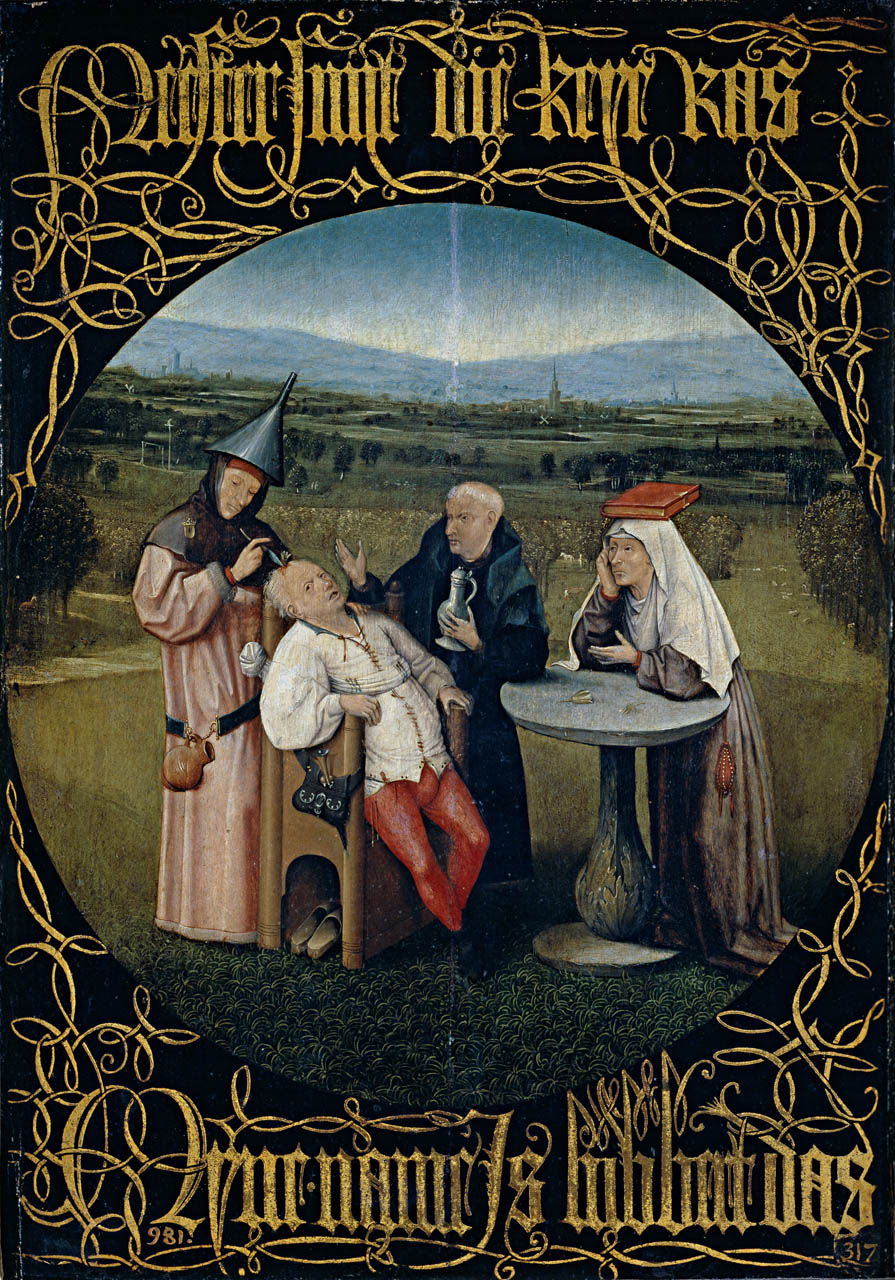
Estrazione della pietra della follia, Museo del Prado, Madrid

Nacque tra il 1450 e il 1455, forse il 2 ottobre 1453, a 's-Hertogenbosch, una città nel sud degli odierni Paesi Bassi, vicino a Tilburg e allora possedimento dei duchi di Borgogna. 
La sua famiglia, probabilmente tedesca originaria di Aquisgrana (come farebbe pensare il cognome "van Aken"), si era trasferita nei Paesi Bassi inizialmente a Nimega e abitava a 's-Hertogenbosch dal 1426. Il nonno Jan e quattro dei suoi cinque figli, fra cui il padre dell'artista, Anton van Aken, erano pittori, così come lo erano i suoi due fratelli Goossen e Jan.
Nel febbraio del 1462 il padre acquista la casa sul versante orientale della Piazza del Mercato detta "In Sint Thoenis" (oggi al civico Markt 29) dove in seguito all'incendio dell'anno seguente che distrusse in città circa 4000 abitazioni, verrà fissata la bottega di famiglia. A quest'epoca pare che Anton van Aken fosse il pittore di maggior prestigio in città e quindi il capo dell'impresa familiare che lavora per il patriziato locale e per la chiesa di San Giovanni (Sint Jan) che diverrà cattedrale nel 1559. Nella bottega di famiglia si praticava oltre alla pittura, compresa l'applicazione della policromia sulle sculture lignee, anche la doratura e la produzione di arredi sacri. 
Le fonti d'archivio sono piuttosto scarse sulla biografia dell'artista e sulla sua famiglia, ma si sa che nel 1454 Jan, il nonno, morì e che nel 1474 il nome di "Jeronimus, detto Joen" è menzionato con quello di altri familiari in due atti notarili, datati rispettivamente 5 aprile e 26 luglio, relativi a questioni finanziarie, tra cui un prestito di 25 fiorini. Ancora nel 1480-1481 il nome di "Jeroen" è nominato per la prima volta come libero maestro in un documento sull'acquisto alla confraternita di Nostra Signora, di due scomparti di un trittico dipinto in origine dal padre nel 1463 e che in seguito alla distruzione della pala centrale non avevano più trovato collocazione liturgica e potevano pertanto essere riusati.
Il 15 giugno 1481 è menzionato come ammogliato, con Aleid van de Meervenne, nata intorno al 1447 da Postuluna van Arkel e Goyaert van der Meervenne, di estrazione borghese relativamente agiata. Con il matrimonio Hieronymus eleva il proprio rango sociale e se l'unione rimarrà senza progenitura, la moglie portò in dote alcuni terreni a Oirschot, non lontano da 's-Hertogenbosch e consentí alla coppia di trasferirsi nella casa di lei "In den Salvatoer" anch'essa sulla Piazza del Mercato ma sul versante nord di fronte al municipio (oggi al civico Markt 61). Mentre il fratello maggiore Goessen dirige l'impresa familiare "In Sint Thoenis", Hieronymus poteva disporre di un proprio studio privato in casa, essendo peraltro liberato da preoccupazioni finanziarie immediate. Infatti, pur non appartenendo alla ristretta cerchia dei notabili, beneficiava ormai della prosperità dei maggiorenti.
Nel 1497 Hieronymus subentra al fratello scomparso alla guida dell'impresa familiare. Fino al 1500 sembra che la clientela del pittore rimanga essenzialmente locale, ma progressivamente si allarga grazie alle conoscenze altolocate che può sviluppare in virtù del suo nuovo rango e della sua appartenenza alla confraternita di Nostra Signora diffusa anche negli ambienti cosmopoliti di Bruxelles a contatto con la gerarchia amministrativa degli Asburgo.

### Vita di confratello
Dal 1486-1487 il nome di Hieronymus è tra i confratelli di Nostra Diletta Signora (Lieve-Vrouwe Broederschap). L'associazione, maschile e femminile, per laici ed ecclesiastici, aveva come simbolo un giglio tra le spine (sicut lilium inter spinas) e si dedicava al culto della Vergine, partecipando alla processione annuale e all'abbellimento della cappella del duomo riservata alla confraternita, alle onoranze funebri dei suoi membri, nonché ad opere di carità, contribuendo al ciclo annuale di banchetti festivi tra i quali spiccavano quelli durante i quali veniva servita carne di cigno.
Dal 1488, grazie alla nuova posizione sociale ed economica, è registrato tra i "notabili" della confraternita, un gruppo selezionato di circa cento persone per lo più legate all'alta borghesia cittadina, e in tale rango continuò ad essere registrato fino alla morte nel 1516. Nello stesso anno presiedette l'annuale banchetto della Confraternita. Tra il 1488 e il 1489, sappiamo dai documenti che dipinse le ante di un polittico scolpito per questa stessa confraternita, non si sa però a quale tavola oggi conosciuta corrisponda.
Oltre alle opere di carità e alle pratiche devozionali legate all'immagine mariana della Zoete Lieve Vrouw nella principale chiesa cittadina, la confraternita si ispirava alla devotio moderna dei Fratelli e Sorelle della Vita Comune. In campo intellettuale la confraternita pubblicava libri, anche umanistici, e apriva case d'insegnamento della Scuola Latina: due ne erano state aperte a 's-Hertogenbosch, una nel 1424 e una nel 1480, che tra il 1485 e il 1487 era stata frequentata dall'allora diciassettenne Erasmo da Rotterdam. Sebbene non esistano collegamenti diretti tra Erasmo e Bosch, evidenti connessioni indirette sono ravvisabili tra i dipinti dell'artista e La nave dei folli di Sebastian Brant, che fece da principale fonte di ispirazione per l'Elogio della follia.
Alcuni studiosi, nel tentativo di spiegare i soggetti della poetica di Bosch, hanno ipotizzato la sua relazione con altre sette, come quella degli Homines intelligentiae (Franger, 1947), ispirata a un'eresia clandestina che prevedeva il nudismo e il libero amore come tramite per giungere a una rinascita dell'"innocenza paradisiaca" prima del peccato originale, oppure quella di una cellula superstite dell'eresia catara (Linda Harris, 1995). Si tratta di ipotesi declinate o prese molto scetticamente dalla critica successiva, prive di riscontri documentali. Altri tentativi hanno coinvolto la teoria degli umori (Larsen, 1998), l'alchimia (Combe, 1946, e Van Lannep, 1966), la farmaceutica (Dixon, 1984), le perversioni erotiche e l'omosessualità (Gibson, 1983).

### Formazione e sviluppo artistico
Non sappiamo nulla della prima formazione di Hieronymus, ma possiamo supporre che apprese i rudimenti dell'arte in famiglia, cominciando l'apprendistato a bottega a partire dai suoi tredici anni. A parte le connessioni con la bottega familiare si ignora per quali vie si sviluppò l'arte di Bosch e non si hanno notizie di eventuali viaggi, ma si può supporre che intorno al 1476 egli abbia potuto compiere un viaggio di compagnonaggio nel Nord attraversando città come Utrecht, sede episcopale ed importante centro di miniatura, Haarlem, dove operava Geertgen tot Sint Jans, e soprattutto Delft, dove era attivo il Maestro della Virgo inter Virgines. Inoltre in quell'epoca circolavano xilografie e miniature, spesso legate al gusto gotico internazionale, verso le quali dovette essere indirizzato dai familiari, come dimostrerebbero alcune delle poche opere attribuibili alla bottega dei van Aken, come la Crocifissione del 1444, o altre produzioni locali come gli affreschi tre-quattrocenteschi nel duomo cittadino, con l'Albero di Jesse.
Sicuramente l'artista sviluppò un proprio stile diverso da quello allora maggiormente in voga, basato sulla finezza dei dettagli e la resa dei volumi plastici, optando per «un'esecuzione piatta, a due dimensioni, grafica anziché pittorica: erede, sotto questo aspetto, dell'arte dell'illustrazione miniata». Circa la tecnica pittorica è opportuno citare l'osservazione del primo storico dell'arte olandese che fornisce questa descrizione: 
(Le livre des peintres de Carel van Mander : vie des peintres flamands, hollandais et allemands (1604), pag. 169)
Bosch attinge da moltissime fonti (testi alchemici e astrologici, libri dei sogni) e la sua arte ha radici iconografiche medievali, domina la strutturazione spaziale mettendo a fuoco tutti i particolari di un universo sconvolto e ricomposto in una dimensione onirica, utilizzando una trama ritmica di gesti, azioni, rapporti cromatici e proporzionali. Le sue opere, anche di contenuto satirico, vanno dal sogno alla follia. La sua opera subì l'influsso della "devotio moderna" e del mistico Jan van Ruusbroec.

#### Il problema della cronologia
La ricostruzione del catalogo dell'artista è un'operazione estremamente problematica e controversa, data la generale scarsità di notizie. Nessuna opera è infatti datata e pochissimi sono i collegamenti certi tra opere e commissioni documentate. A ciò vanno aggiunti anche i dubbi sull'autografia, anche delle opere firmate o di parti di esse, la presenza di più versioni della stessa opera (con la difficoltà di risalire al prototipo), nonché gli effetti del successo della sua arte: i suoi lavori erano spesso copiati o imitati, anche da artisti di alta capacità, e nei secoli restauri impropri e ridipinture di parti lacunose hanno alterato la superficie pittorica delle sue tavole. 
Tuttora per sormontare queste difficoltà ed evitare ricostruzioni puramente congetturali, gli studiosi si affidano alle tecniche di diagnostica artistica. Poiché la produzione pittorica è interamente composta di tavole su legno di quercia la dendrocronologia consente di determinare una datazione "alta" delle opere, che ha il merito di isolare dalla produzione autografa le copie tarde perché realizzate su legno abbattuto dopo la morte dell'artista. L'analisi del disegno preparatorio consentita dalla riflettografia e dalla radiografia permette invece di discernere la tecnica dell'artista relativamente alla preparazione del sostrato pittorico ed all'applicazione dei colori, e di identificarne alcuni schemi di base suscettibili, nella migliore delle ipotesi, di essere ricondotti a fasi distinte del suo sviluppo stilistico. Tra i contributi più moderni alla definizione di periodi stilistici nella produzione dell'artista, oltre ai classici studi di Justi (1889), Dollmayr (1898), Max Friedländer (1927), Charles de Tolnay (1937), Baldass (1943), Combe (1946), spiccano per l'appunto quelli legati ai restauri e alle indagini tecnico-scientifiche. 
In maniera schematica si sogliono distinguere tre periodi della produzione artistica del Bosch: il periodo iniziale (o giovanile) fino al 1490 con i primordi risalenti si suppone al 1470 e il 1475; il periodo mediano (o maturo) fino al 1505; ed il periodo tardo fino alla morte avvenuta ai primi del mese di agosto del 1516.
Questa tripartizione abbastanza tradizionale può essere complicata in una sequenza pentapartita la cui scansione distingue il periodo della prima giovinezza (1475-80); quello della seconda giovinezza (1480-85), la fase della prima maturità (1485-1500), quella della seconda maturità (1500-10) per terminare con il periodo tardo (1510-1516).

### La commessa di Filippo il Bello
Tra gli scarsi documenti che riferiscono della committenza del Bosch spicca quella di Filippo d'Asburgo "il Bello", che nel settembre del 1504, passa commessa per un grande quadro sul Giudizio universale:
(Lille, Archives départementales du Nord, B.2185, f°230 v° pubblicato in facsimile in : Marijnissen e.a., cit., pagg. 19-20)
Se si potesse ancorare l'analisi cronologica ad una data precisa come quella della commessa di Filippo il Bello, si godrebbe di un punto di riferimento certo. Purtroppo il Giudizio universale di Filippo il Bello non è noto con certezza. Cionondimeno il dibattito verte sull'ipotesi che la tavola dell'Accademia di Vienna, malgrado le dimensioni più ridotte e l'assenza di emblemi araldici, possa identificarsi con "il grande quadro" voluto dal governatore delle Fiandre. È così che la data del 1505 è assunta da alcuni studiosi, tra cui l'Elsig, quale asse portante dell'analisi stilistica e da discrimine cronologico. Tale assunto conduce all'attribuzione al periodo 1505-1510 di un gruppo ben definito di opere cardini: il trittico del Giudizio di Vienna, il trittico del Giardino delle delizie; la Salita al Calvario di Gand e l'Incoronazione di spine di Londra. Tutte queste opere sarebbero accomunate da una maniera più plastica nella resa delle figure e nell'applicazione dei colori per zone omogenee contrastate. Il prototipo di tale indirizzo stilistico sarebbe il trittico di Vienna che farebbe da tramite tra la maniera di quello di Lisbona (Tentazioni di sant'Antonio) e quello di Madrid (Giardino delle delizie).

### Anni iniziali
Intorno al 1480 è datata l'Estrazione della pietra della follia ora al Prado. Il tema si rifà al detto popolare che indicava i pazzi come coloro che hanno un sasso nella testa. In essa, il chirurgo intento all'estrazione indossa un copricapo a forma di imbuto simbolo di stupidità, qui usato come pesante critica mossa contro chi crede di sapere ma che, alla fine, è più ignorante di colui che deve curare dalla «follia». L'iscrizione in alto e in basso recita: Meester snijt die keye ras, Myne name is lubbert das cioè: «Maestro, cava fuori la pietra [della follia]» e «Il mio nome è sempliciotto» (o letteralmente: "bassotto castrato").
Tra il 1480 e il 1485 esegue L'Epifania, oggi conservata a Filadelfia al Museum of Art, in cui l'andamento lineare, tortuoso e spezzato della linea e l'incerta applicazione della prospettiva, rivelano un deciso influsso della pittura tardo gotica. Sempre a quel periodo risale la Crocifissione, oggi a Bruxelles al Musée Royal des Beaux-Arts, di iconografia tradizionale e con sullo sfondo una città turrita identificabile con il suo paese natale.
Della fine di questi anni è l'Ecce Homo, conservato a Francoforte allo Städelsches Kunstinstitut: su un rialzo il Cristo e Pilato si fronteggiano stagliandosi contro la parete, l'uno composto e rassegnato l'altro vestito all'orientale mentre ghigna; in basso la folla, armata di pugnali e alabarde, con volti grotteschi resi con una linea tormentata, mentre sulla sinistra sono in parte riconoscibili i donatori, la veduta di città sullo sfondo è costruita senza un uso coerente della prospettiva tanto che il primo piano non si distingue da quello di fondo.
Del 1490 è la Salita al Calvario, ora a Vienna, in cui il Cristo è circondato da una folla bestiale e grottesca, in basso è un frate che confessa il ladrone prima dell'esecuzione. Sul retro è un bambino su un girello che gioca con una girandola, il bambino forse allude a Gesù Bambino.
Databile intorno al 1490, Il carro di fieno, che ora si trova al Museo del Prado di Madrid, rappresenta la frenesia e la caoticità della vita guidata dalle passioni e dai vizi. Il fieno, così ambito dai personaggi raffigurati (medici, frati, suore, mercanti, donne e bambini), rappresenta i beni materiali della terra. In mezzo a scenette di umanità varia, emergono le figure di uomini-mostri, con il viso dell'animale significante un vizio, che si allontanano dal carro dopo aver momentaneamente appagato il bisogno. Nell'insieme, è un'opera che anticipa, per certi aspetti (come per la lirica paesaggistica) il Seicento olandese.

### Anni centrali

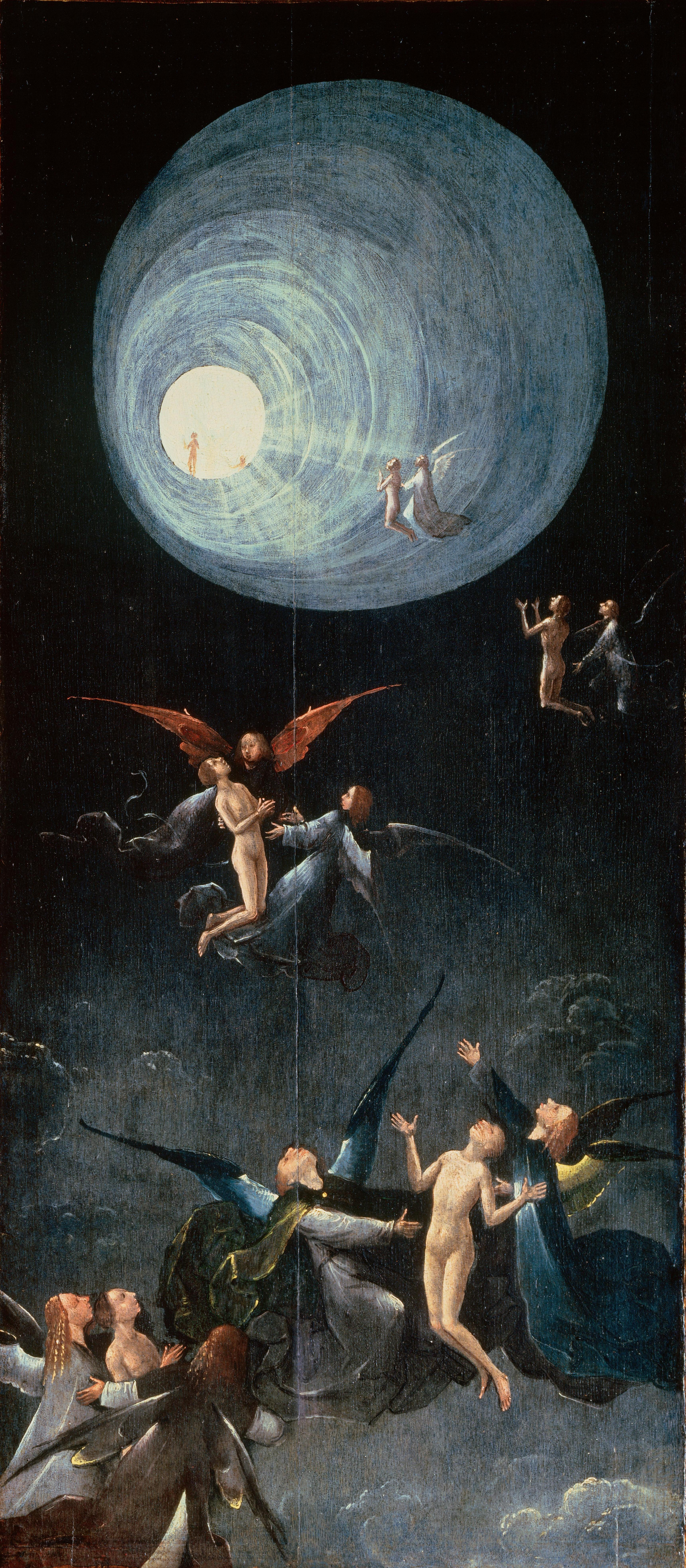
Ascesa all'Empireo, Gallerie dell'Accademia, Venezia

Tra il 1490 e il 1500 realizza Nave dei folli, conservata al Museo del Louvre, ispirata dal poema satirico La nave dei folli (Das Narrenschiff), dell'umanista Sebastian Brandt: nel poema un gruppo di pazzi si imbarca su una nave per Narragonien, la terra promessa dei matti, prima del naufragio, arrivano a Schlaraffenland, la terra della cuccagna. Nel dipinto i pazzi sono stipati su una nave, per nocchiere mette un suonatore di cornamusa e come albero della barca utilizza quello della cuccagna. In quel periodo i pazzi non venivano esclusi, perché si riteneva che a volte Dio si esprimesse attraverso di loro, con ciò venivano lasciati liberi di girare per le campagne o caricati sulle cosiddette Navi azzurre che veleggiavano liberamente. Databile tra il 1490 e il 1500 è L'Allegoria di Yale, forse coperta per la Nave dei folli.
Sempre a questo periodo dovrebbe appartenere la tavola, forse di un trittico non identificato, con la Morte di un avaro, ora alla National Gallery of Art di Washington: la scena è ambientata in un interno con il letto di morte dell'avaro disposto obliquamente. Il moribondo, invece di alzare gli occhi verso la luce sprigionata dal Crocifisso posto davanti ad una finestra in alto che gli viene indicata dall'angelo custode alle sue spalle, guarda il demonio ed il sacchetto di denari che gli offre da sotto la tenda. A lato c'è la morte, rappresentata come un scheletro che lo sta per colpire con una freccia mentre ai piedi del letto un vecchio, forse lo stesso avaro, sta riponendo monete dentro un forziere pieno di animali mostruosi; per questo soggetto, comunque già presente nei Sette peccati capitali, può far riferimento l'opuscolo Het sterfboek (il libro della morte), una traduzione in fiammingo dell'Ars moriendi.
Tra il 1500 e il 1504, non si hanno documenti riguardo a Bosch. È probabile che in questi anni l'artista abbia fatto un viaggio in Italia, fermandosi a Venezia: infatti nella città lagunare sono presenti molte sue opere in collezioni private sin dai primi decenni del Cinquecento; inoltre a partire da questi anni lo stile di Bosch cambia, in direzione rinascimentale con figure monumentali inserite in un arioso paesaggio.
Tra il 1500 e il 1504 realizza il Trittico di santa Giuliana (in realtà Giulia), sappiamo di questo che si trovava nel Palazzo Ducale Veneziano nel 1771, negli sportelli laterali quello si sinistra La città in fiamme, mentre in quello di destra Il porto, nello sportello centrale il martirio della santa, alla presenza di una folla di personaggi non scalati in profondità, sulla sinistra ai piedi della croce un uomo svenuto: se si interpreta la scena con martirio di santa Giulia, dovrebbe trattarsi di Eusebio, mentre se si interpreta la scena come martirio di santa Liberata (meglio Wilgefortis), l'uomo svenuto potrebbe essere il re pagano del Portogallo: suo padre, che la condanna al martirio.
Dello stesso anno sono le quattro tavole, oggi alle Gallerie dell'Accademia con il Paradiso terrestre, l'Ascesa all'Empireo, la Caduta dei dannati e l'Inferno, costituenti a coppie gli sportelli laterali di un perduto trittico. Nella tavola con l'Ascesa all'Empireo le anime sostenute dagli angeli sono condotte verso la luce divina attraverso un passaggio cilindrico, oltre il quale devono proseguire da sole, forse qui l'artista fa riferimento ad una frase dell'Ornamento delle Nozze spirituali di Jan van Ruysbroeck, in cui si parla dell'irradiazione di Dio come un abisso immenso di luce essenziale.
Tra il 1503 e il 1504 realizza la Salita al Calvario del Musée des Beaux-Arts di Gand. La tavola, gremita di volti grotteschi, è costruita secondo due diagonali che si incontrano nel volto rassegnato del Cristo: una che dalla croce conduce fino al cattivo ladrone, l'altra che parte dal volto del buon ladrone, confessato da un frate grottesco e arriva fino al volto della Veronica. In questa tavola Bosch utilizza il grottesco e la deformazione e non più simboli per introdurre nella scena il male.
Nel 1504, i documenti riportano il pagamento di 36 livres per un Giudizio Universale commissionato da Filippo il Bello di 9 piedi di altezza per 11 di larghezza, forse il trittico ora a Vienna o il Giudizio di Monaco. Nel Trittico del Giudizio sia la tavola centrale che le due parti laterali sono all'Accademia di Vienna. Delle parti laterali, la sinistra raffigura il Peccato originale e, sulla faccia esterna, san Giacomo, mentre la destra raffigura l'Inferno e, sulla faccia esterna, san Bavone; nella parte centrale, in alto, quasi separato dal resto della composizione, il Cristo giudice è appoggiato su un arcobaleno mentre ai lati su nuvole sono la Vergine e san Giovanni Battista con un esiguo numero di eletti; nel resto della composizione viene raffigurato il mondo del peccato e le pene assegnate ai peccatori; qui prevalgono i riferimenti alla "cucina" e agli arnesi di metallo, infatti gli avari sono cucinati sullo spiedo, gli iracondi appesi a ganci da macello e gli iracondi cucinati in padella.
Tra il 1504 e il 1505, realizza sia il San Giovanni Battista in meditazione, ora a Madrid; sia la tavola con il San Giovanni a Patmos, ora a Berlino, sportello laterale di un perduto trittico, primo dei dipinti cosiddetti meditativi, in cui il santo, immerso in un paesaggio idilliaco, con toni cristallini che ricordano la pittura giorgionesca, ha la visione di un angelo e della Vergine nel cielo, in basso a destra un diavolo con occhiali, ali e coda di scorpione, sul retro a grisaglia varie scene della Passione.
Dello stesso periodo è il San Cristoforo di Rotterdam, probabilmente per l'altare della Confraternita di Nostra Signore nella Cattedrale della sua città natale. Del 1505 circa è la Salita al Calvario ora nel Palazzo Reale di Madrid e il San Girolamo in preghiera di Gand, dove i frutti in decomposizione intorno alla grotta del santo, alludono alle tentazioni.

### Ultimi anni
Tra il 1506 e il 1508 realizza il Trittico del Giudizio del Groeninge Museum di Bruges, nello sportello destro l'Inferno, dove vengono utilizzati, come strumenti di tortura, oggetti quotidiani ingigantiti. Sempre dello stesso periodo è il Giudizio universale dell'Alte Pinakothek di Monaco.
Agli anni 1508-09 veniva fatta risalire l'Incoronazione di spine (Londra, National Gallery), opera invece degli anni ottanta del Quattrocento, dove maggiore è l'influenza della pittura italiana sia nella resa volumetrica delle figure sia nel tratto non più ondulato ma angoloso e spezzato; inoltre la composizione è costruita con meno personaggi ritratti a mezzobusto, il Cristo rassegnato è al centro mentre quattro aguzzini lo circondano, gli aguzzini possono far riferimento ai quattro tipi di carattere: il flemmatico e malinconico in alto e il sanguigno e collerico in basso. Del 1510 è il Trittico della Passione del Museo de Bellas Artes a Valencia, il pannello centrale presenta una composizione, con figure disposte asimmetricamente, inserita in un cerchio. Sempre dello stesso anno è la tavola con Tentazioni di sant'Antonio, ora al Prado, in cui il santo non viene distolto dalla sua meditazione dai demoni che lo circondano.
Dello stesso anno è il Trittico dell'adorazione dei Magi di Madrid.
Sempre dello stesso anno circa è Il figliol prodigo di Rotterdam. Come scrive Jos Koldeweij: «esso rappresenta l'homo viator, il viandante, l'uomo sul sentiero della sua vita. Minacciato da pericoli e tentazioni, egli deve continuare il cammino lungo una via spesso stretta o accidentata e irta di ostacoli», in cui si aprono due strade o quella del peccato, simboleggiata dal bordello sulla sinistra che ha per insegna un'oca bianca, simbolo di lascivia, oppure quella del ritorno che sembra aver imboccato in figliol prodigo la cui iconografia deriva dal ventiduesimo Arcano dei Tarocchi: il Matto.
Morì di colera e il 9 agosto 1516 si celebrarono in forma solenne le esequie del pittore nella Cappella di Nostra Signora, appartenente alla Confraternita, nei cui registri è ricordato come: «Hieronymus Aquen, alias Bosh, insignis pictor».
Pieter Bruegel il Vecchio venne influenzato dall'opera di Bosch e produsse diversi dipinti con uno stile simile, ad esempio il Trionfo della morte del 1562.

## Citazioni su Bosch
(Hieronimus Bosch di A. Linfert (1959))
(Jérome Bosch di L. van de Bossche (1944))

## Opere
Grazie alla radiografia, alla riflettografia e alla dendrologia, si sono raccolti dati che hanno stabilito, ad esempio, che alcuni supporti erano troppo "giovani" per essere stati dipinti da Bosch, escludendo dal catalogo opere come l'Incoronazione di spine dell'Escorial, l'Ecce Homo di Filadelfia, le Nozze di Cana di Rotterdam e la Natività di Colonia.
Oggi la cronologia delle opere si basa sulla datazione dendrocronologica combinata all'analisi stilistica.

### Dipinti
| Opere autografe | f    | dT(α) | dT(ω) | dTS  | dS(α) | dS(ω) |
| --- | ---- | ----- | ----- | ---- | ----- | ----- |
| Ecce Homo, olio su tavola, 75 × 61 cm, Francoforte sul Meno, Städelsches Kunstinstitut                                    |      | 1480  | 1485  | 1470 | 1485  |       |
| Trittico del Giardino delle delizie, olio su tavola, 220 × 195 cm, Madrid, Museo del Prado                                |      | 1503  | 1504  | 1458 | 1505  | 1510  |
| Trittico del Giudizio di Vienna, olio su tavola, 163,7 × 127 cm, Vienna, Gemäldegalerie der Akademie der bildenden Künste |      | 1508  | 1512  | 1474 | 1505  |       |
| San Girolamo in preghiera, olio su tavola, 77 × 59 cm, Gand, Museum voor Schone Kunsten                                   |      | 1505  |       | 1474 | 1504  | 1505  |
| Crocifissione con donatore, olio su tavola, 70,5 × 59 cm, Bruxelles, Musées Royaux des Beaux-Arts de Belgique             |      | 1480  | 1485  | 1477 | 1510  | 1516  |
| Incoronazione di spine, olio su tavola, 73,7 × 58,7 cm, Londra, National Gallery                                          |      | 1508  | 1509  | 1477 | 1505  | 1510  |
| Trittico dell'Adorazione dei Magi, olio su tavola, 138 × 72 cm, Madrid, Museo del Prado                                   | X    | 1510  |       | 1500 | 1510  | 1516  |
| San Giovanni Battista in meditazione, olio su tavola, 48,5 × 40 cm, Madrid, Museo Lázaro Galdiano                         |      | 1504  | 1505  | 1472 | 1504  | 1505  |
| San Giovanni a Patmos e storie della Passione, olio su tavola, 63 × 43,3 cm, Berlino, Gemäldegalerie                      | X    | 1504  | 1505  | 1487 | 1504  | 1505  |
| Quattro visioni dell'Aldilà, olio su tavola, 87 × 40 cm ciascuno, Venezia, Gallerie dell'Accademia                        | 1500 | 1504  | 1482  | 1502 | 1503  |       |
| Trittico degli eremiti, olio su tavola, 86,5 × 60 cm, Venezia, Gallerie dell'Accademia                                    | X    | 1505  |       | 1485 | 1502  | 1503  |
| Venditore ambulante, olio su tavola, 71 × 70,6 cm, Rotterdam, Museum Boijmans Van Beuningen                               |      | 1510  |       | 1486 | 1502  |       |
| Allegoria dei piaceri, olio su tavola, 35,9 × 31,4 cm, New Haven, Yale University Art Gallery                             |      | 1490  | 1500  | n.d. | 1502  |       |
| Nave dei folli, olio su tavola, 57,9 × 32,6 cm, Parigi, Louvre                                                            |      | 1490  | 1500  | 1486 | 1502  |       |
| Morte di un avaro, olio su tavola, 92,6 × 30,8 cm, Washington, National Gallery of Art                                    |      | 1490  | 1500  | 1486 | 1502  |       |
| San Cristoforo, olio su tavola, 113 × 71,5 cm, Rotterdam, Museum Boijmans Van Beuningen                                   | X    | 1504  | 1505  | 1488 | 1503  | 1504  |
| Trittico della martire crocifissa, olio su tavola, 105 × 63 cm, Venezia, Gallerie dell'Accademia                          | X    | 1500  | 1504  | 1489 | 1502  | 1503  |
| Salita al Calvario, olio su tavola, 150 × 94 cm, Madrid, Monastero dell'Escorial                                          |      | 1505  | 1507  | 1490 | 1504  | 1505  |
| Cristo portacroce e Bambino che gioca, olio su tavola, 57,2 × 32 cm, Vienna, Kunsthistorisches Museum                     |      | 1490  | 1500  | 1500 | 1490  | 1495  |
| Sette peccati capitali, olio su tavola, 120 × 150 cm, Madrid, Museo del Prado                                             | X    | 1475  | 1480  | 1490 | 1505  | 1510  |
| Trittico delle Tentazioni di sant'Antonio, olio su tavola, 131 ×119 cm, Lisbona, Museu Nacional de Arte Antiga            | X    | 1505  | 1506  | 1493 | 1503  | 1504  |
| Salita al Calvario , olio su tavola, 76,7 × 83,5 cm, Gand, Museum voor Schone Kunsten                                     |      | 1515  | 1516  | n.d. | 1505  | 1510  |
| Tavole del Diluvio, olio su tavola, 69,5 × 39 e 69 × 36 cm, Rotterdam, Museum Boijmans Van Beuningen                      |      | 1500  | 1504  | 1506 | 1510  | 1516  |
| Trittico del Carro di fieno, olio su tavola, 135 × 200 cm, Madrid, Museo del Prado                                        | X    | 1500  | 1502  | 1508 | 1501  | 1502  |

| Opere di discussa attribuzione                                                                  | f | dT(α) | dT(ω) | dTS  | dS(α) | dS(ω) |
| ----------------------------------------------------------------------------------------------- | - | ----- | ----- | ---- | ----- | ----- |
| Estrazione della pietra della follia, olio su tavola, 48 × 35 cm, Madrid, Museo del Prado       |   | 1475  | 1480  | 1486 | 1516  |       |
| Prestigiatore (con bottega), olio su tavola, 53 × 65 cm, Saint-Germain-en-Laye, Musée Municipal |   | 1475  | 1480  | 1494 | 1510  | 1515  |
| Giudizio universale, olio su tavola, 60 × 114 cm, Monaco, Alte Pinakothek                       |   | 1506  | 1508  | 1440 | 1520  | 1525  |
| Tentazioni di Sant'Antonio, olio su tavola, 70 × 51 cm, Madrid, Museo del Prado                 |   | 1510  |       | 1460 | 1520  | 1525  |
| Adorazione dei Magi, tempera e olio su tavola, 71,1 × 56,5 cm, New York, Metropolitan Museum    |   | 1474  |       |      | 1466  | 1475  |
| Ecce Homo, olio su tavola, 50 × 52 cm, Filadelfia, Philadelphia Museum of Art                   |   | 1500  | 1504  | 1555 | 1560  | 1570  |
| Nozze di Cana, olio su tavola, 93 × 72 cm, Rotterdam, Museum Boijmans Van Beuningen             |   | 1475  | 1480  | 1553 | 1555  | 1560  |
| Trittico del Giudizio di Bruges, olio su tavola, 99 × 117,5 cm, Bruges, Groeningemuseum         | X | 1505  | 1510  | 1478 | 1505  | 1510  |
| Incoronazione di spine, olio su tavola, 165 × 195 cm, Madrid, Monastero dell'Escorial           |   | 1510  |       | 1525 | 1530  | 1540  |
| Adorazione dei Magi, olio su tavola, 94 × 74 cm, Filadelfia, Philadelphia Museum of Art         |   | 1480  | 1485  | 1491 | 1500  |       |

## Film e documentari
- cortometraggio Il paradiso perduto di Luciano Emmer ed Enrico Gras (1947)
- lungometraggio Pictura (segmento "Hieronymus Bosch") di Ewald André Dupont, Luciano Emmer, Robert Hessens ed Enrico Gras (1951)
- cortometraggio Hieronymus Bosch di François Weyergans (1963)
- documentario Y del sabor fugaz de la fresa di José Antonio Ramos Terrados (1969)
- cortometraggio Le Jardin des délices de Jérôme Bosch di Jean Eustache (1980)
- documentario The Dutch Masters: Bosch di Bob Carruthers, Ronald Davis e Dennis Hedlund
- documentario Hieronymus Bosch di Adrian Maben (2003)
- documentario Hieronymus Bosch- Unto dal diavolo di Pieter van Huystee (2016)

## Influenza culturale
- Hieronymus Bosch viene citato più volte nei romanzi di Michael Connelly, il cui protagonista, il detective Harry Bosch, ha lo stesso nome del pittore olandese.

- Il lato destro del "Trittico del Giardino delle Delizie" è presente sulla copertina di "Deep Purple III" (1969) dei Deep Purple.

- Un dettaglio del "Giardino delle Delizie" è presente sulla copertina di "Aion" (1991) dei Dead Can Dance. Lo stesso gruppo ha inoltre intitolato un loro EP "Garden of the Arcane Delights".